# وراوي (فارس)
وراوي (بالفارسية: وراوی) هي مدينة تقع في إيران في Varavi District. يقدر عدد سكانها بـ 4,056 نسمة .